# کاناریکا
کاناریکا (انگلیسی: Kanareyka) یک شهرک در شهرستان بیژبولیاکسکی باشقیرستان کشور روسیه است.